# 파키스탄 원격탐사위성
파키스탄 원격탐사위성 (Pakistan Remote Sensing Satellite, PRSS)은 파키스탄 최초의 정찰위성이다.

## 역사
2018년 7월 9일, 중국 주취안 위성발사센터에서 창정 2C 로켓으로 PRSS-1가 발사되었다. 중국이 개발, 제작했다. 무게 1.2톤, 700 km LEO, 광학 카메라 2개를 장착했으며, 수명 7년, 임무수명 5년, 카메라 해상도는 1 m이다. PRSS-2도 곧 발사될 계획인데, SAR 관측위성이다.